# It's a Free World...
It's a Free World... is een Britse dramafilm uit 2007 onder regie van Ken Loach. Het verhaal werd geschreven door Paul Laverty. De film won op het Filmfestival van Venetië zowel de EIUC Award als de SIGNIS Award (beide voor Loach) en de Gouden Osella voor beste scenario (voor Laverty).

## Verhaal
De 33-jarige Angie werkt voor een arbeidsbureau in Londen dat immigranten rekruteert, selecteert en aan werk helpt. Het gaat hierbij voornamelijk om Oost-Europeanen die bereid zijn elke fysiek belastende baan aan te nemen, maar ook om Aziaten en Zuid-Amerikanen. Angie is inlevend voor haar cliënten, maar ook verbaal hard voor de mensen die ze niet kan gebruiken. Te hard naar de zin van haar baas, die haar op straat zet.
Verbolgen over haar ontslag en in twijfel over het punt waar ze op haar 33e staat in haar leven, besluit Angie niet opnieuw voor een baas te gaan werken. Ze haalt haar vriendin Rose over om samen met haar zélf een dergelijk arbeidsbureau te beginnen, ondanks waarschuwingen dat ze dit onderschat. Angie is niettemin overtuigd van haar kunnen en bereid tot hard en veel werken, dus ze slaat de waarschuwingen in de wind.
Hoewel Angie en Rose veel uren maken en elke dag tientallen mensen leveren aan bedrijven die arbeiders zoeken, blijken de financiën tegen te vallen. Bovendien moet Angie elke dag de Iraniër Mahmoud wegsturen omdat deze geen paspoort kan overleggen, maar raakt ze begaan met hem en zijn familie wanneer ze ziet hoe deze als illegaal moet leven. Terug naar Iran kan Mahmoud niet, omdat hij daar naar eigen zeggen zal worden opgepakt wegens het uitgeven van boeken die zich richten tegen het heersende regime.
Om mensen als Mahmoud te helpen en meer geld te gaan verdienen, begeven de vrouwen zich op initiatief van Angie vervolgens op een hellend vlak dat ze leidt tot huisjesmelkerij en het leveren van illegale arbeiders die onder het minimumloon werken. Tijdelijk, totdat ze de zaak op poten hebben, houden ze zichzelf voor. Angie krijgt alleen een steeds meedogenlozere mentaliteit, tot steeds grotere ergernis van Rose. Tevens komt ze er op onplezierige wijze achter dat in dit wereldje niet alleen de illegale arbeiders met heel andere wetten en omgangsvormen te maken hebben.

## Rolverdeling
- Kierston Wareing: Angie
- Juliet Ellis: Rose
- Leslaw Zurek: Karol
- Joe Siffleet: Jamie
- Colin Caughlin: Geoff
- Maggie Russell: Cathy
- Raymond Mearns: Andy
- Davoud Rastagou: Mahmoud
- Mahin Aminnia: Mahin
- Frank Gilhooley: Derek
- David Doyle: Tony